# Chad Jeffries
Chad Jeffries (* 25. Dezember 1992 in Glendora, Kalifornien, USA) ist ein US-amerikanischer American-Football-Spieler auf der Position des Quarterback. Von 2018 bis 2022 spielte er für die Danube Dragons in der Austrian Football League und gewann mit diesen 2022 den Austrian Bowl. Für die Saison 2023 wurde er von den Munich Ravens in der European League of Football verpflichtet.

## Karriere
Jeffries war vier Jahre Quarterback an der Glendora High School. Von 2012 bis 2013 war Jeffries an der San Diego State, kam aber zu keinem Einsatz. Von 2014 bis 2016 spielte er für die Azusa Pacific Cougars. Dabei gewann das Team 2016 den Titel der Great Northwest Athletic Conference (NCAA Division II) in einer perfekten Saison und wurde selbst als All-GNAC Honorable Mention ausgezeichnet. In den 29 Spielen für die Cougars gelangen Jeffries in 482 Versuchen 272 Würfe für 3862 Yards, darunter 27 für Touchdowns. 11 Würfe wurde intercepted. In 242 Läufen überwand er 1042 Yards, darunter 10 Touchdowns.
Zur Saison 2017 wurde Jeffries von den Marburg Mercenaries in der German Football League verpflichtet. Er warf in elf Spielen für 3045 Yards und 28 Touchdowns und lief außerdem für 305 Yards, davon drei Touchdowns.
Nach der Saison wechselte Jeffries nach Wien zu den Danube Dragons in der Austrian Football League. Dort spielte er vier Spielzeiten (die Saison 2020 entfiel). In der Saison 2018 war er mit  3173 zweitbester Quarterback in der Passing Yards Statistik, 2019 führte er die Liga in dieser Statistik an.
In der Saison 2022 gewann er mit den Dragons den Austrian Bowl in einer perfekten Saison und wurde selbst als Liga-MVP ausgezeichnet.
Für die Saison 2023 wurde er von den neu gegründeten Munich Ravens in der European League of Football verpflichtet und beendete die Spielzeit als zweitbester Quarterback der Liga nach individuellen Statistiken. Im November desselben Jahres erhielt er von den Ravens eine Vertragsverlängerung für die darauffolgende Saison.

## Saisonstatistiken
| Jahr                                                                              | Team                  | Spiele                                | Passspiel                             | Passspiel                             | Passspiel                             | Passspiel                             | Passspiel                             | Passspiel                             | Passspiel                             | Laufspiel                             | Laufspiel                             | Laufspiel                             | Laufspiel                             |
| Jahr                                                                              | Team                  | Spiele                                | Cmp                                   | Att                                   | Qte                                   | Yds                                   | Avg                                   | TD                                    | Int                                   | Att                                   | Yds                                   | Avg                                   | TD                                    |
| --------------------------------------------------------------------------------- | --------------------- | ------------------------------------- | ------------------------------------- | ------------------------------------- | ------------------------------------- | ------------------------------------- | ------------------------------------- | ------------------------------------- | ------------------------------------- | ------------------------------------- | ------------------------------------- | ------------------------------------- | ------------------------------------- |
| College Football                                                                  |                       |                                       |                                       |                                       |                                       |                                       |                                       |                                       |                                       |                                       |                                       |                                       |                                       |
| 2014                                                                              | Azusa Pacific Cougars | 11                                    | 126                                   | 205                                   | 61,5                                  | 1.606                                 | 12,7                                  | 11                                    | 4                                     | 135                                   | 676                                   | 5,0                                   | 6                                     |
| 2015                                                                              | Azusa Pacific Cougars | 8                                     | 101                                   | 190                                   | 53,2                                  | 1.473                                 | 14,6                                  | 7                                     | 6                                     | 86                                    | 300                                   | 3,5                                   | 4                                     |
| 2016                                                                              | Azusa Pacific Cougars | 10                                    | 45                                    | 87                                    | 51,7                                  | 783                                   | 17,4                                  | 9                                     | 1                                     | 21                                    | 66                                    | 3,1                                   | 0                                     |
| College Gesamt                                                                    | College Gesamt        | 29                                    | 272                                   | 482                                   | 56,4                                  | 3.862                                 | 14,2                                  | 27                                    | 11                                    | 242                                   | 1042                                  | 4,3                                   | 10                                    |
| German Football League                                                            |                       |                                       |                                       |                                       |                                       |                                       |                                       |                                       |                                       |                                       |                                       |                                       |                                       |
| 2017                                                                              | Marburg Mercenaries   | 11                                    | 232                                   | 404                                   | 57,4                                  | 3.045                                 | 13,1                                  | 28                                    | 12                                    | 106                                   | 305                                   | 2,9                                   | 3                                     |
| GFL Gesamt                                                                        | GFL Gesamt            | 11                                    | 232                                   | 404                                   | 57,4                                  | 3.045                                 | 13,1                                  | 28                                    | 12                                    | 106                                   | 305                                   | 2,9                                   | 3                                     |
| Austrian Football League                                                          |                       |                                       |                                       |                                       |                                       |                                       |                                       |                                       |                                       |                                       |                                       |                                       |                                       |
| 2018                                                                              | Danube Dragons        | 12                                    | 226                                   | 363                                   | 62,3                                  | 3.173                                 | 14,8                                  | 24                                    | 6                                     | 86                                    | 464                                   | 5,4                                   | 3                                     |
| 2019                                                                              | Danube Dragons        | 12                                    | 191                                   | 312                                   | 61,2                                  | 2.823                                 | 14,0                                  | 32                                    | 1                                     | 98                                    | 663                                   | 6,8                                   | 4                                     |
| 2020                                                                              | Danube Dragons        | Kein Spielbetrieb (COVID-19-Pandemie) | Kein Spielbetrieb (COVID-19-Pandemie) | Kein Spielbetrieb (COVID-19-Pandemie) | Kein Spielbetrieb (COVID-19-Pandemie) | Kein Spielbetrieb (COVID-19-Pandemie) | Kein Spielbetrieb (COVID-19-Pandemie) | Kein Spielbetrieb (COVID-19-Pandemie) | Kein Spielbetrieb (COVID-19-Pandemie) | Kein Spielbetrieb (COVID-19-Pandemie) | Kein Spielbetrieb (COVID-19-Pandemie) | Kein Spielbetrieb (COVID-19-Pandemie) | Kein Spielbetrieb (COVID-19-Pandemie) |
| 2021                                                                              | Danube Dragons        | 12                                    | 114                                   | 211                                   | 54,0                                  | 1.612                                 | 14,1                                  | 18                                    | 7                                     | 34                                    | 175                                   | 5,1                                   | 0                                     |
| 2022                                                                              | Danube Dragons        | 12                                    | 159                                   | 254                                   | 62,6                                  | 2.852                                 | 17,9                                  | 33                                    | 4                                     | 58                                    | 196                                   | 3,4                                   | 7                                     |
| AFL Gesamt                                                                        | AFL Gesamt            | 48                                    | 690                                   | 1.140                                 | 60,5                                  | 10.460                                | 15,2                                  | 107                                   | 18                                    | 276                                   | 1.498                                 | 5,4                                   | 14                                    |
| European League of Football                                                       |                       |                                       |                                       |                                       |                                       |                                       |                                       |                                       |                                       |                                       |                                       |                                       |                                       |
| 2023                                                                              | Munich Ravens         | 12                                    | 285                                   | 408                                   | 69,9                                  | 3.535                                 | 12,4                                  | 30                                    | 5                                     | 66                                    | 363                                   | 5,5                                   | 2                                     |
| 2024                                                                              | Munich Ravens         | 12                                    | 225                                   | 331                                   | 68,0                                  | 2.888                                 | 12,8                                  | 35                                    | 6                                     | 83                                    | 337                                   | 4,1                                   | 10                                    |
| ELF Gesamt                                                                        | ELF Gesamt            | 24                                    | 510                                   | 739                                   | 69,0                                  | 6.423                                 | 12,6                                  | 65                                    | 11                                    | 149                                   | 700                                   | 4,7                                   | 12                                    |
| Quellen: athletics.apu.edu, stats.gfl.info, archive.football.at, live.football.at |                       |                                       |                                       |                                       |                                       |                                       |                                       |                                       |                                       |                                       |                                       |                                       |                                       |